# Marmosa dríade
La marmosa dríade (Gracilinanus dryas) és una espècie d'opòssum de la família dels didèlfids. Viu a Colòmbia i Veneçuela. El seu hàbitat natural són els boscos humits de terres baixes tropicals o subtropicals. Està amenaçat per la pèrdua d'hàbitat.